# Néstor Girolami

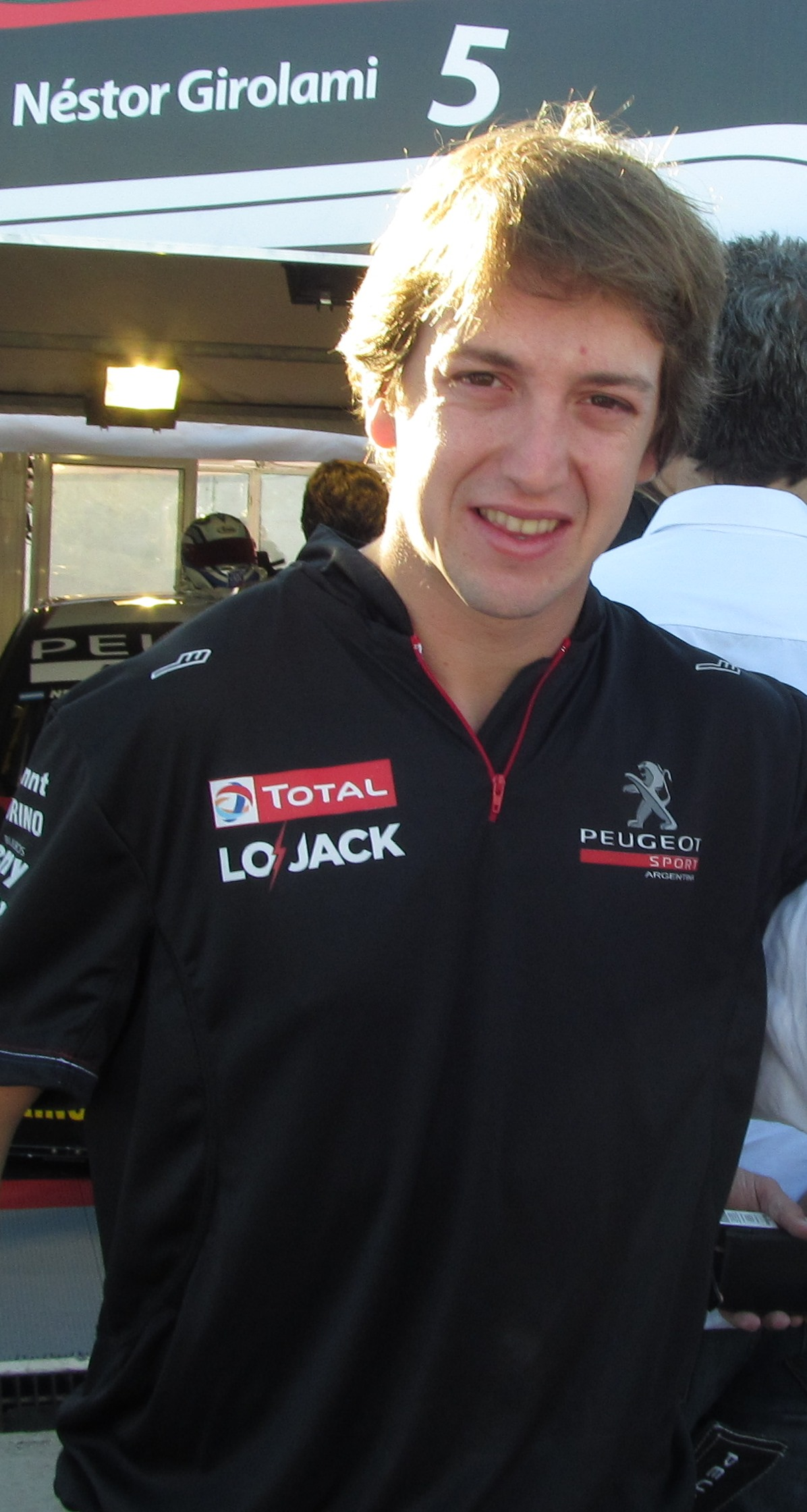
Néstor Girolami.

Néstor Adrián Girolami (Isla Verde, 22 mei 1989) is een Argentijns autocoureur. Zijn broer Franco Girolami is eveneens autocoureur.

## Carrière
Girolami begon zijn autosportcarrière in het karting in 1992, waar hij tot 2005 in actief bleef. Dat jaar stapte hij over naar de Argentijnse Formule Renault en eindigde hier als twaalfde in het kampioenschap. In 2006 bleef hij rijden in dit kampioenschap, waarin hij met twee overwinningen achter Mariano Werner als tweede eindigde.
In 2007 stapte Girolami over naar de TC 2000. Op het Autódromo Jorge Ángel Pena behaalde hij zijn eerste pole position en eindigde uiteindelijk als vijftiende in het kampioenschap. In 2008 stapte hij over naar de TC Pista, waarin hij de race op het Autódromo Rosendo Hernández won, maar omdat hij niet alle races reed, eindigde hij slechts als achttiende in het kampioenschap.
In 2009 keerde Girolami terug in de TC 2000 en behaalde één podiumplaats op het Ciudad de San Juan, waardoor hij als twaalfde in het kampioenschap eindigde. Daarnaast maakte hij ook zijn debuut in de Turismo Carretera en de Top Race V6, waarin hij een beperkt programma reed. In 2010 bleef hij in de TC 2000 rijden en won op het Autódromo Santiago Yaco Guarnieri zijn eerste race in het kampioenschap, waardoor hij als achtste in het kampioenschap eindigde.
In 2011 reed Girolami opnieuw in de TC 2000, waar zijn resultaten tegenvielen in vergelijking met vorig jaar en hij hierdoor slechts vijftiende in het kampioenschap werd. In de Top Race V6 won hij echter zijn eerste race op het Autódromo Ciudad de La Rioja en eindigde mede hierdoor als achtste in het kampioenschap. In 2012 stapte hij over naar de nieuwe Súper TC 2000 en werd met overwinningen op het Callejero de Santa Fe en het Potrero de los Funes Circuit achter José María López en Matías Rossi derde in het kampioenschap. In de Turismo Carretera eindigde hij met één overwinning op het Autódromo Jorge Ángel Pena als zevende.
In 2013 bleef Girolami actief in zowel de Súper TC 2000 en de Turismo Carretera. In de Súper TC slaagde hij er niet in om een overwinning te halen en eindigde met drie podiumplaatsen als zevende in het kampioenschap. In de Turismo won hij de race op het Autódromo Rosamonte, maar omdat hij niet het gehele seizoen deelnam, eindigde hij slechts op de dertigste plaats. In 2014 nam hij opnieuw deel aan de Súper TC en keerde hiernaast ook terug in de Top Race V6. In de Súper TC won hij drie races, waarmee hij het jaar als kampioen afsloot met 209 punten. Hij won de eerste race op het Autódromo Eusebio Marcilla en de laatste race op het Autódromo Ciudad de Concordia en eindigde hierdoor als derde in het kampioenschap. Tevens won hij de 200 km van Buenos Aires op het Autódromo Oscar Alfredo Gálvez in een Peugeot 408 met Mauro Giallombardo als teamgenoot.
In 2015 nam Girolami opnieuw deel aan de Súper TC en de Top Race V6. In de Súper TC won hij een race op het Autódromo Municipal Juan Manuel Fangio. Hiernaast maakt hij dat jaar ook zijn debuut in het World Touring Car Championship tijdens de races op de Slovakiaring en het Circuito Internacional de Vila Real als vervanger van Rickard Rydell bij het team Nika International in een Honda Civic WTCC.